# Brazil International
Die Brazil International sind offene internationale Meisterschaften im Badminton von Brasilien. Sie werden seit 1984 ausgetragen und sind eine der traditionsreichsten und bedeutendsten Badminton-Meisterschaften Südamerikas. Eine ähnliche Tradition und Bedeutung haben in Südamerika nur noch die Peru International. Die Titelkämpfe starteten als São Paulo International und tragen diesen Beinamen noch heute. Nationale Meisterschaften von Brasilien gibt es dagegen erst seit 1991.

## Die Sieger
| Nr.       | Saison            | Herreneinzel            | Dameneinzel               | Herrendoppel                                | Damendoppel                              | Mixed                                   |
| --------- | ----------------- | ----------------------- | ------------------------- | ------------------------------------------- | ---------------------------------------- | --------------------------------------- |
| I         | 1984              | Luís Manuel Barreto     | Huan Yeh Chui Mei         | Ong Khing Chen Wen Hau                      | Huan Yeh Chui Mei Huang Kang Li Ping     | Lou Yen Chuan Huan Yeh Chui Mei         |
| II        | 1985              | Luís Manuel Barreto     | Ruth Dantith              | Wang Chi Fong Michel Bex                    | nicht ausgetragen                        | nicht ausgetragen                       |
| III       | 1987              | Ong Khing               | Whang Hsiang              | Ong Khing Joseph Lee                        | Márcia Oey Phily Han                     | nicht ausgetragen                       |
| IV        | 1989              | Luís Manuel Barreto     | Hao Min Huai              | Johan Loo Wang Chi Fong                     | Angela S. Zumpano Hao Min Huai           | nicht ausgetragen                       |
| V         | 1990              | Bernardo Mayer          | Sandra Miashiro           | Johan Loo Wang Chi Fong                     | Lilian Mayer Samantha Tjio               | nicht ausgetragen                       |
| VI        | 1991              | Leandro Santos          | Sandra Miashiro           | Paulo Fam Wang Chi Fong                     | Hao Min Huai Waldette Wahba              | Leandro Santos Samantha Tjio            |
| VII       | 1992              | Paulo Fam               | Sandra Miashiro           | Leandro Santos Wang Chi Fong                | Hao Min Huai Sandra Miashiro             | Paulo Fam Sandra Miashiro               |
| VIII      | 1993              | Leandro Santos          | Patrícia Finardi          | Huang Shuan Paulo Fam                       | Hao Min Huai Sandra Miashiro             | Leandro Santos Patrícia Finardi         |
| IX        | 1994              | Mario Carulla           | Cristina Nakano           | José Antonio Iturriaga Mario Carulla        | Cristina Nakano Patrícia Finardi         | Leandro Santos Patrícia Finardi         |
| X         | 1995              | Kenneth Erichsen        | Cristina Nakano           | Guilherme Kumasaka Paulo von Scala          | Fernanda Kumasaka Sandra Miashiro        | Leandro Santos Fernanda Kumasaka        |
| XI        | 1996              | Mario Carulla           | Ximena Bellido            | Federico Valdez Mario Carulla               | Doriana Rivera Ximena Bellido            | Mario Carulla Ximena Bellido            |
| XII       | 1997              | Luis Lopezllera         | Adrienn Kocsis de Carulla | Guilherme Kumasaka Paulo von Scala          | Pilar Bellido Ximena Bellido             | Mario Carulla Adrienn Kocsis de Carulla |
| XIII      | 1998              | Richard Vaughan         | Joanne Muggeridge         | Dean Schoppe Mathew Fogarty                 | Adrienn Kocsis de Carulla Ximena Bellido | Oscar Brandon Adrienn Kocsis de Carulla |
| XIV       | 1999              | Ng Wei                  | Anu Weckström             | Ma Che Kong Yau Kwun Yuen                   | Robbyn Hermitage Milaine Cloutier        | Mike Beres Kara Solmundson              |
| XV        | 2000              | Tjitte Weistra          | Ximena Bellido            | Dean Schoppe Mathew Fogarty                 | Doriana Rivera Ximena Bellido            | Tjitte Weistra Doriana Rivera           |
| XVI       | 2001              | Kevin Han               | Agnese Allegrini          | Howard Bach Kevin Han                       | Agnese Allegrini Federica Panini         | Cristiano Bevilacqua Agnese Allegrini   |
| XVII      | 2002              | Arturo Ruiz López       | Lorena Blanco             | Nicolás Escartín Arturo Ruiz López          | Sandra Jimeno Doriana Rivera             | Rodrigo Pacheco Lorena Blanco           |
| XVIII     | 2003              | Shoji Sato              | Miho Tanaka               | José Antonio Crespo Sergio Llopis           | Helen Nichol Charmaine Reid              | José Antonio Crespo Dolores Marco       |
| XIX       | 2004              | Yuichi Ikeda            | Simone Prutsch            | Matthew Hughes Martyn Lewis                 | Jennifer Coleman Melinda Keszthelyi      | Carlos Longo Laura Molina               |
| XX        | 2005              | Pablo Abián             | Charmaine Reid            | Matthew Hughes Martyn Lewis                 | Charmaine Reid Helen Nichol              | Philippe Bourret Helen Nichol           |
| XXI       | 2006              | Andre Kurniawan Tedjono | Maria Febe Kusumastuti    | Danny Bawa Chrisnanta Afiat Yuris Wirawan   | Meiliana Jauhari Purwati                 | Afiat Yuris Wirawan Purwati             |
| XXII      | 2007              | Eric Go                 | Lucía Tavera              | Lucas Araújo Paulo von Scala                | Jie Meng Valeria Rivero                  | Andrés Corpancho Valeria Rivero         |
| XXIII     | 2008              | Kevin Cordón            | Cristina Aicardi          | Andrés Corpancho Bruno Monteverde           | Cristina Aicardi Alejandra Monteverde    | Bruno Monteverde Claudia Zornoza        |
| XXIV      | 2009              | Andrés Corpancho        | Cristina Aicardi          | Antonio de Vinatea Martín del Valle         | Cristina Aicardi Alejandra Monteverde    | Alejandro Barriga Sandra Chirlaque      |
| XXV       | 2010              | Hock Lai Lee            | Ana Rovita                | Didit Juang Indrianto Seiko Wahyu Kusdianto | Eva Lee Paula Obanana                    | Halim Haryanto Eva Lee                  |
| XXVI      | 2011              | Przemysław Wacha        | Michelle Li               | Ivan Sozonov Vladimir Ivanov                | Eva Lee Paula Obanana                    | Halim Haryanto Eva Lee                  |
| XXVII     | 2012              | Kevin Cordón            | Nicole Grether            | Gan Teik Chai Ong Soon Hock                 | Nicole Grether Charmaine Reid            | Phillip Chew Jamie Subandhi             |
| XXVIII    | 2013              | Yang Chih-hsun          | Michelle Li               | Phillip Chew Sattawat Pongnairat            | Nicole Grether Charmaine Reid            | Phillip Chew Jamie Subandhi             |
| XXIX      | 2014              | Henri Hurskainen        | Iris Wang                 | Bastian Kersaudy Gaëtan Mittelheisser       | Alex Bruce Phyllis Chan                  | Laurent Constantin Laura Choinet        |
| XXX       | 2015              | Ygor Coelho             | Laura Sárosi              | Job Castillo Lino Muñoz                     | Lohaynny Vicente Luana Vicente           | Hugo Arthruso Fabiana Silva             |
| XXXI      | 2016              | Pedro Martins           | Neslihan Yiğit            | Adam Cwalina Przemysław Wacha               | Chisato Hoshi Naru Shinoya               | Toby Ng Alexandra Bruce                 |
| XXXII     | 2017              | Niluka Karunaratne      | Haruko Suzuki             | Evgeny Dremin Denis Grachev                 | Jaqueline Lima Sâmia Lima                | Hugo Arthuso Fabiana Silva              |
| XXXIII    | 2018              | Ygor Coelho             | Rachel Honderich          | Jason Ho-Shue Nyl Yakura                    | Rachel Honderich Jamie Subandhi          | Evgeny Dremin Evgenia Dimova            |
| XXXIV     | 2019              | Misha Zilberman         | Lianne Tan                | Satwiksairaj Rankireddy Chirag Shetty       | Rachel Honderich Kristen Tsai            | Robin Tabeling Selena Piek              |
| 2020 2024 | nicht ausgetragen | nicht ausgetragen       | nicht ausgetragen         | nicht ausgetragen                           | nicht ausgetragen                        |                                         |